# Арипов, Субханкул Арипович
Субханкул Арипович Арипов (узб. Subkhankul Oripovich Aripov; 26 октября 1930, Коканд — 4 июня 2003, Ташкент) — государственный и общественный деятель, узбекский и советский учёный, Заслуженный врач УзССР (1966), Заслуженный деятель науки УзССР (1980). Профессор (1982).

## Биография
Родился 26 октября 1930 года в городе Коканде, УзССР, СССР.
С 1947 по 1949 год учился в медицинском училище Коканда, окончил с отличием. В 1950 году поступил в Самаркандский государственный медицинский институт, в 1953 году приказом Министра обороны СССР зачислен курсантом на Военно-медицинский факультет (Саратовский военно-медицинский институт) Саратовского Государственного медицинского института), окончил его с отличием (1956).
С 1956 по 1958 год служил военным врачом в 23-м Гвардейском полку, командир полка — Герой Советского Союза, полковник Виленскис, (Виленский Вольф) Вольфас Лейбович.
В 1958 году в связи с сокращением Вооружённых сил СССР демобилизован как член семьи погибших во время войны (погибли два родных брата).
- 1958—1963 ординатор, аспирант, ассистент, заведующий отделением кафедры внутренних болезней СамГосМИ.
- 1963—1965 Главный врач Самаркандской областной инфекционной больницы.
- 1965—1970 Заведующий областным управлением здравоохранения Самаркандского Облисполкома[4].
- 1970—1972 Заместитель председателя Самаркандского Облисполкома[5].
- 1972—1979 Начальник 4-го Главного Управления — Заместитель министра здравоохранения УзССР.[6]
- 1979—1981 Министр здравоохранения УзССР[7].
- 1981—1986 Ректор Самаркандского медицинского института.
- 1986—1993 годы — Заведующий кафедрой СамГосМИ, Председатель Правления областного общества «Знание» Самаркандской области.

С 2000 по 2003 год — Главный редактор газеты «Здравоохранение Узбекистана»
Супруга — Тамара Уразовна Арипова (1932—2004), Доктор медицинских наук, Профессор, Заслуженный работник здравоохранения Узбекистана.

## Общественно-политическая деятельность
Неоднократно избирался депутатом Самаркандского областного Совета, Самаркандского городского Совета, Ташкентского городского Совета.
Депутат Верховного Совета УзССР IX (1975—1980) — X (1980—1985) созывов.
Избирался членом ЦК КП УзССР, Самаркандского обкома, Ташкентского горкома КП УзССР.
Избирался: членом Исполкома Всесоюзного общества Красного Креста и Красного Полумесяца СССР, членом Правления общества историков медицины СССР, членом Республиканского общества Красного Полумесяца УзССР, Главным Редактором и членом редакционного Совета «Медицинского журнала Узбекистана».
Глава делегации СССР на 1-м съезде врачей Афганистана (1980).

## Труды
Автор более 200 научных публикаций, из них 14 монографий и учебных пособий, в том числе монография «Сельское здравоохранение Узбекистана» архивирована в Библиотеке Конгресса США; «Абу Али Ибн Сина: его медицинские и некоторые философские воззрения» - архивирована в Европейской библиотеке.

## Награды
Награждён 2 орденами Трудового Красного Знамени, 2 орденами «Знак Почёта», медалями, грамотами ЦК КП Узбекистана, Совета Министров и Верховного Совета УзССР. Отличник здравоохранения СССР, отличник народного просвещения УзССР.